# Xavier Crombet
Xavier Crombet fue un deportista belga que compitió en remo. Ganó siete medallas en el Campeonato Europeo de Remo entre los años 1901 y 1908.

## Palmarés internacional
| Campeonato Europeo | Campeonato Europeo | Campeonato Europeo | Campeonato Europeo |
| Año                | Lugar              | Medalla            | Prueba             |
| ------------------ | ------------------ | ------------------ | ------------------ |
| 1901               | Zúrich (Suiza)     | Medalla de plata   | Cuatro con timonel |
| 1903               | Venecia (Italia)   | Medalla de oro     | Doble scull        |
| 1903               | Venecia (Italia)   | Medalla de plata   | Scull individual   |
| 1904               | París (Francia)    | Medalla de plata   | Doble scull        |
| 1905               | Gante (Bélgica)    | Medalla de oro     | Doble scull        |
| 1906               | Pallanza (Italia)  | Medalla de oro     | Doble scull        |
| 1908               | Lucerna (Suiza)    | Medalla de oro     | Doble scull        |